# Гротенгельм, Фридрих Евстафьевич
Фридрих Евстафьевич Гротенгельм (швед. Ioahim Friedrich von Gritenhielm; 1731—1806) — генерал-майор, участник русско-турецкой войны 1768—1774 годов.

## Биография
Родился 7 апреля 1721 года, происходил из шведских дворян Эстляндской губернии.
В военную службу вступил в 1748 году.
В 1768—1774 годах принимал участие в русско-турецкой войне и в 1770 году за отличие получил чин секунд-майора.
27 октября 1775 года произведён в подполковники Пермского пехотного полка.
В 1784 году стал полковником.
В 1789 году получил чин бригадира.
В 1796 году вышел в отставку с чином генерал-майора.
Среди прочих наград имел орден св. Георгия 4-й степени, пожалованный ему 26 ноября 1781 года (№ 331 по кавалерскому списку Григоровича-Степанова).
Скончался 19 декабря 1806 года.

## Брат
Брат Георгий был генерал-аншефом, Эстляндским гражданским губернатором и сенатором.